# Dactylopusia brodzkiae
Dactylopusia brodzkiae is een eenoogkreeftjessoort uit de familie van de Dactylopusiidae. De wetenschappelijke naam van de soort is voor het eerst geldig gepubliceerd in 1967 door Chislenko.